# Richmond Automobile Company
Richmond Automobile Company war ein US-amerikanischer Hersteller von Automobilen und Motoren.

## Unternehmensgeschichte
Das Unternehmen hatte seinen Sitz in Richmond in Indiana. R. L. Sackett leitete es. Ab 1901 wurden Dampfmotoren hergestellt, die offensichtlich von Isham Sedgwick konstruiert waren. 1902 folgten Automobile. Der Markenname lautete Richmond. 1903 endete die Fahrzeugproduktion. Motoren entstanden noch länger.
Es gab keine Verbindung zu Wayne Works, die ebenfalls Personenkraftwagen als Richmond anboten.

## Fahrzeuge
Das einzige Modell war ein Dampfwagen. Ein Dampfmotor mit zwei Zylindern, 63,5 mm Bohrung und 88,9 mm Hub sorgte für den Antrieb. Er leistete 6 PS und wog dabei nur 21 kg. Er trieb über eine Kette die Hinterachse an. Der Aufbau war ein Dos-à-dos mit vier Sitzen. Insgesamt entstanden sechs Fahrzeuge.